# Джонс, Даррен
Даррен Пол Джонс (англ. Darren Paul Jones; род. 13 ноября 1986, Бристоль) — британский политик, член Лейбористской партии, главный секретарь Казначейства (с 2024).

## Биография
Родился в 1986 году в Бристоле, жил с семьёй в муниципальной квартире, учился в государственной школе. Изучал биологию человека в Плимутском университете, где получил первый политический опыт после избрания президентом Студенческого союза. Работал в государственной системе здравоохранения и сотрудничал в газете Plymouth Herald, затем получил юридическое образование в Университете Западной Англии и в бристольском Университете права. Получив квалификацию солиситора, четыре года занимался юридической практикой в бристольском адвокатском бюро Bond Dickson LLP, а с 2016 года работал юрисконсультом телекоммуникационной компании BT Group.
8 июня 2017 года победил на парламентских выборах в округе Северо-Западный Бристоль с результатом 50,6 %. Его основная соперница — обладательница мандата, кандидатка от Консервативной партии Шарлотта Лесли, которой он уступил на выборах 2015 года, набрала 41,9 %.
В 2020 году возглавил комитет Палаты общин по вопросам предпринимательства, энергетики и промышленной стратегии.
4 сентября 2023 года в ходе серии кадровых перестановок в теневом кабинете Кира Стармера назначен теневым главным секретарём Казначейства.
5 июля 2024 года получил портфель главного секретаря Казначейства в лейбористском правительстве Стармера, сформированном после поражения консерваторов на парламентских выборах.